# Edykt z Amboise
Edykt z Amboise – akt prawny ogłoszony 19 marca 1563 roku na zamku w Amboise przez sprawującą wówczas władzę we Francji w imieniu nieletniego Karola IX, regentkę Katarzynę Medycejską. Edykt oficjalnie kończył zmagania zbrojne pierwszej fazy francuskich wojen religijnych, którym początek dała masakra w Wassy. Dokument gwarantował hugenotom, francuskim kalwinom, prawo do wyznawania własnej wiary i szereg zabezpieczeń.
Mimo że edykt ograniczał protestantom niektóre prawa nadane w Saint-Germain w styczniu 1562, to zezwalał im na wyznawanie własnej wiary. Mogli oni prowadzić działalność religijną w swoich majątkach prywatnych, jak i w niektórych miastach, w których otrzymali wyznaczone dzielnice.  
Parlament paryski, w którym po usunięciu protestantów zasiadali sami katolicy, początkowo próbował opierać się edyktowi, podobnie jak część parlamentów prowincjonalnych. W końcu jednak ugiął się pod naciskiem władz królewskich i przyjął nowe zarządzenia z zastrzeżeniem, iż jest ono tylko tymczasowe. Nowe miało zostać wydane przez króla, kiedy ten uzyska pełnoletniość. Karola IX uznano za dorosłego 17 sierpnia 1563 roku, kiedy miał zaledwie 14 lat. W parlamencie prowincjonalnym w Rouen ogłosił on kompletną i stałą treść edyktu. Nie utrzymał się on jednak zbyt długo, walki szybko wybuchły ponownie. Po bitwie pod Saint-Denis w 1567, edykt został potwierdzony pokojem z Longjumeau w marcu 1568. Nie zdało się to na wiele, bo już w sierpniu tego roku doszło do nowych starć.